# Mount Walker
Mount Walker ist ein rund 2350 m hoher, schneebedeckter Berg im Grahamland auf der Antarktischen Halbinsel. Er ragt 3 km südlich des Kopfendes des Blanchard-Gletschers im nordöstlichen Teil des Forbidden Plateau auf.
Wissenschaftler des Falkland Islands Dependencies Survey kartierten ihn 1955. Das UK Antarctic Place-Names Committee benannte ihn 1957 Richard Walker (* 1904), Erster Offizier an Bord der Discovery II bei den Discovery Investigations zwischen 1933 und 1937.